# 연음 법칙
연음 법칙(連音法則, linking)은 자음으로 끝나는 음절에 모음으로 시작되는 형식형태소가 이어질 때 앞 음절의 끝소리가 뒷 음절의 첫소리가 되는 음운현상을 말한다. 음절의 경계가 달라진다.

## 한국어
- 책 + 이 → 책이[채기]
- 옷 + 을 → 옷을[오슬]
- 낮 + 에 → 낮에[나제]

## 영어
- made [meɪd] + in [ɪn] + England [ɪŋɡlænd] → [meɪdɪnɪŋɡlɘnd]
- did [dɪd] + you [juː] → [dɪd͡ʒuː]

## 같이 보기
- 연음